# هژمونی منطقه‌ای
هژمونی منطقه‌ای (انگلیسی: Regional hegemony) در روابط بین‌الملل، اشاره به هژمونی (سلطه‌گری) (غلبه ، کنترل یا نفوذ سیاسی، اقتصادی یا نظامی) یک دولت مستقل قدرتمند، بر دیگر کشورهای همسایه دارد. رابطه بین هژمون‌های منطقه ای و سایر کشورها در حوزه نفوذ آنها (نطقه نفوذ) مشابه رابطه بین هژمون جهانی (ابرقدرت) و سایر کشورها در سیستم بین‌الملل است.